# ماروین (داکوتای جنوبی)
ماروین(به انگلیسی: Marvin) شهری در ایالت داکوتای جنوبی کشور ایالات متحده آمریکا است که جمعیت آن در سرشماری سال ۲۰۱۰ میلادی، ۳۴ نفر بوده‌است.